# Ferghana
Ferghana ou Fergana (en ouzbek : Fargʻona ; en russe : Фергана) est une ville de l'est de l'Ouzbékistan de 182 800 habitants en 1999 et de 234 700 en 2010. Elle forme avec Marguilan qui est limitrophe une grande agglomération de plus de 500 000 habitants. Son nom provient du persan : فرغانه, Farghâneh et signifie « varié ».
Ce nom est aussi lié :
- à la vallée de Ferghana, vallée fertile située à l'est de l'Ouzbékistan qui lui a donné son nom ;
- à une province actuelle (viloyat) ouzbèke, la province de Ferghana (Farg‘ona Viloyati), dont Ferghana est la capitale ;
- à une province historique qui englobait aussi les viloyats d'Andijan et de Namangan ;
- aux monts Ferghana (au Kirghizistan), à l'est et au nord-est de la vallée de Ferghana ;
- aux chevaux de Ferghana.

## Histoire
À cause de l'expansion de l'Empire russe au XIXe siècle, dans le cadre de Grand Jeu face à l'Empire britannique, le Turkestan fut graduellement envahi par les Russes, entre 1855 et 1884. En 1873, ils conquirent le khanat de Kokand dont faisait partie la zone de Marguelan et l'inclurent dans ce qui fut appelé la province de Ferghana du Turkestan russe.
La ville moderne de Ferghana fut fondée par les Russes en 1876 comme ville de garnison coloniale, banlieue de la ville de Marguelan (au nord-ouest de celle-ci). Au commencement, elle fut appelée Novy Marguelan (Новый Маргелан, ce qui signifie Nouvelle-Marguelan), renommée en 1910 Skobelev (Скобелев), au nom du premier gouverneur militaire russe de la vallée de Ferghana. En 1924, après la reconquête des bolchéviks de la région en 1918-1920, le nom de la ville a été changé en Ferghana, du nom de la province dont elle fut jadis le chef-lieu.
La ville s'est surtout développée d'un point de vue économique et industriel au XXe siècle et surtout après la Grande Guerre patriotique (nom donné au front de l'Est pendant la Seconde Guerre mondiale par les Soviétiques, puis les russophones). Des usines de raffinage du pétrole et de traitement de l'azote sont construites, ainsi que diverses usines mécaniques. La population atteint 357 200 habitants en 1987. Après les tragiques affrontements de 1990 qui se déroulent à Och entre Kirghizes et Ouzbeks, dans les hauteurs entourant Ferghana, puis après l'effondrement économique dû à la chute de l'URSS, la majeure partie de la population d'origine russe fuit la région. La population tombe à 187 000 habitants et la plupart des grands combinats et des usines ferment.
Elle remonte à 227 000 habitants en 2006 et retrouve son niveau économique de la fin des années 1980. Aujourd'hui c'est la deuxième ville industrielle du pays après Tachkent. Cependant le taux de chômage élevé conduit à une émigration saisonnière importante : plus de trente mille ouvriers quittent Ferghana entre le printemps et l'automne pour aller travailler en Russie, essentiellement dans le secteur du bâtiment. La ville a fait l'objet d'un programme de réhabilitation et reconstructions en 2011.

## Climat
| Mois                                  | jan.       | fév.       | mars       | avril     | mai       | juin      | jui.      | août      | sep.      | oct.      | nov.       | déc.      | année     |
| ------------------------------------- | ---------- | ---------- | ---------- | --------- | --------- | --------- | --------- | --------- | --------- | --------- | ---------- | --------- | --------- |
| Température minimale moyenne (°C)     | −2,6       | −0,5       | 5,3        | 10,6      | 15        | 18,7      | 20,6      | 19,1      | 14,3      | 8,4       | 2,8        | −1,2      | 9,2       |
| Température moyenne (°C)              | 0,5        | 3,2        | 9,9        | 16,3      | 21,4      | 25,9      | 27,8      | 26,3      | 21,2      | 14,1      | 7,1        | 1,9       | 14,6      |
| Température maximale moyenne (°C)     | 4,8        | 8          | 15,4       | 22,5      | 28,1      | 33,2      | 35,1      | 33,9      | 29,2      | 21,4      | 12,9       | 6,3       | 20,9      |
| Record de froid (°C) date du record   | −25,8 1969 | −25,5 1916 | −17,9 1882 | −4,8 1911 | 1,2 1989  | 7,4 1888  | 10,1 1941 | 7,8 1930  | 0,5 1924  | −7,4 1987 | −22,8 1954 | −27 1930  | −27 1930  |
| Record de chaleur (°C) date du record | 16,3 2007  | 23,1 2016  | 29 1962    | 34,4 2011 | 39,2 1897 | 41,3 2007 | 42,2 1944 | 41,4 2011 | 37,1 1997 | 32,6 1941 | 29 2012    | 17,6 1990 | 42,2 1944 |
| Ensoleillement (h)                    | 106        | 109        | 153        | 205       | 276       | 337       | 362       | 345       | 292       | 218       | 150        | 95        | 2 648     |
| Précipitations (mm)                   | 16         | 22         | 25         | 23        | 23        | 14        | 5         | 4         | 4         | 14        | 19         | 22        | 191       |
| dont neige (cm)                       | 2          | 1          | 0          | 0         | 0         | 0         | 0         | 0         | 0         | 0         | 0          | 1         | 4         |
| Nombre de jours avec précipitations   | 4          | 7          | 10         | 10        | 13        | 10        | 8         | 5         | 4         | 6         | 7          | 6         | 90        |
| Humidité relative (%)                 | 81         | 76         | 67         | 61        | 56        | 48        | 48        | 52        | 56        | 66        | 74         | 82        | 64        |
| Nombre de jours avec neige            | 7          | 5          | 1          | 0,1       | 0,03      | 0,03      | 0,03      | 0         | 0         | 0,3       | 1          | 5         | 19        |
| Nombre de jours d'orage               | 0          | 0          | 0,2        | 2         | 5         | 6         | 6         | 2         | 1         | 0,03      | 0          | 0         | 22        |
| Nombre de jours avec brouillard       | 7          | 2          | 1          | 0,2       | 0,1       | 0         | 0,03      | 0         | 0         | 0,2       | 2          | 7         | 20        |

| Diagramme climatique                                  |         |           |            |          |            |           |           |           |           |           |           |
| J                                                     | F       | M         | A          | M        | J          | J         | A         | S         | O         | N         | D         |
| 4,8−2,616                                             | 8−0,522 | 15,45,325 | 22,510,623 | 28,11523 | 33,218,714 | 35,120,65 | 33,919,14 | 29,214,34 | 21,48,414 | 12,92,819 | 6,3−1,222 |
| Moyennes : • Temp. maxi et mini °C • Précipitation mm |         |           |            |          |            |           |           |           |           |           |           |

## Population

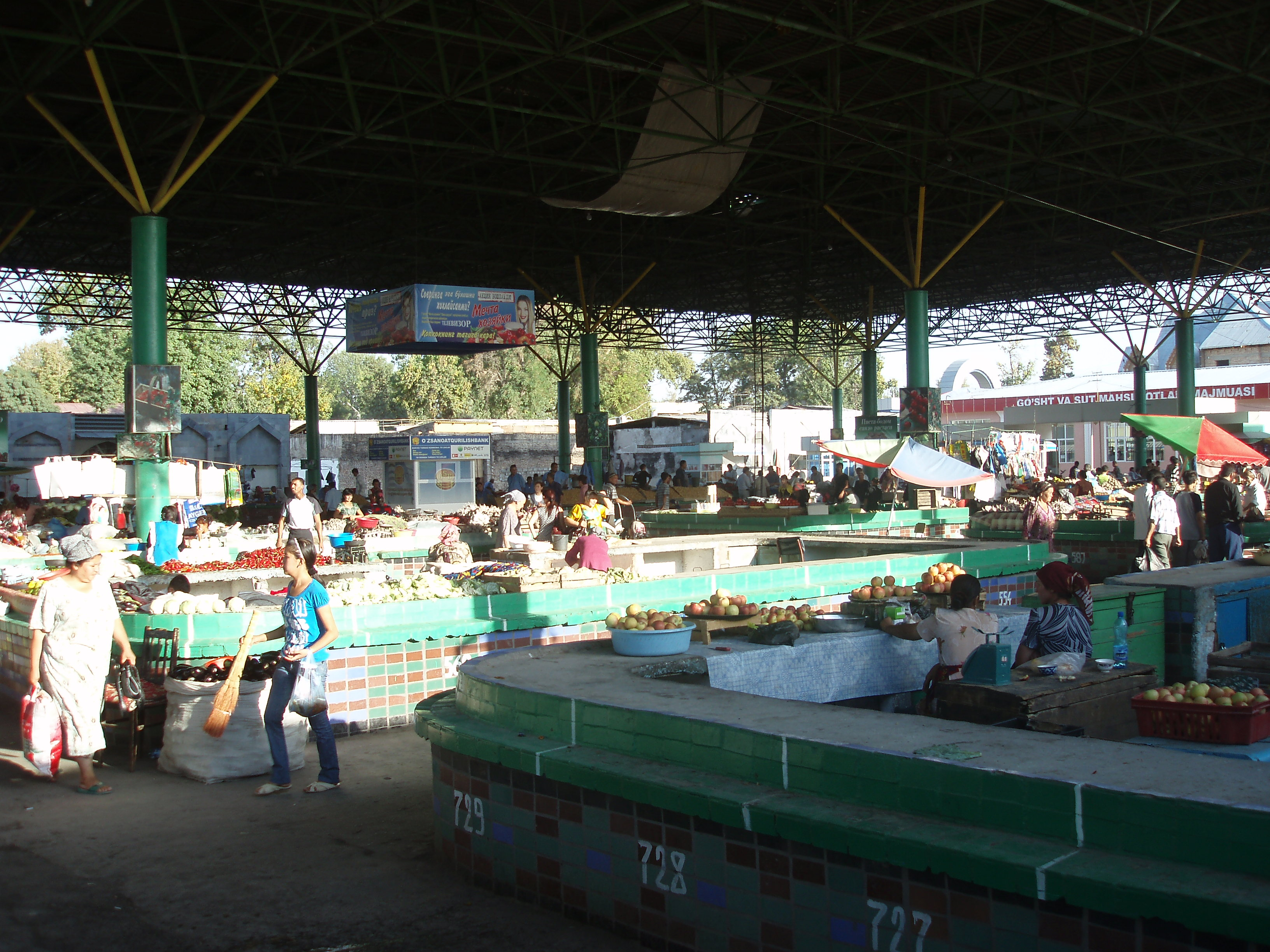
Bazar de Ferghana

La population — de 234 700 habitants en 2010 — est à moins de 40 % d'ethnie ouzbèke (alors qu'elle est à 60 % dans les districts agricoles des environs) et cohabite avec d'autres populations d'origine kirghize, tadjike et russe avec des petites minorités tatares, arméniennes, azerbaïdjanaises et ukrainiennes. Il subsiste aussi quelques descendants d'Allemands et de Coréens.

## Religion
La majorité de la population confesse l'islam sunnite, et il existe des minorités chiites et russes orthodoxes. Ces derniers disposent de l'église Saint-Serge (dans un ancien temple protestant). Les descendants de luthériens ont tous émigré en Allemagne dans les années 1990. Les catholiques se réunissent dans la petite église Sainte-Marie,.

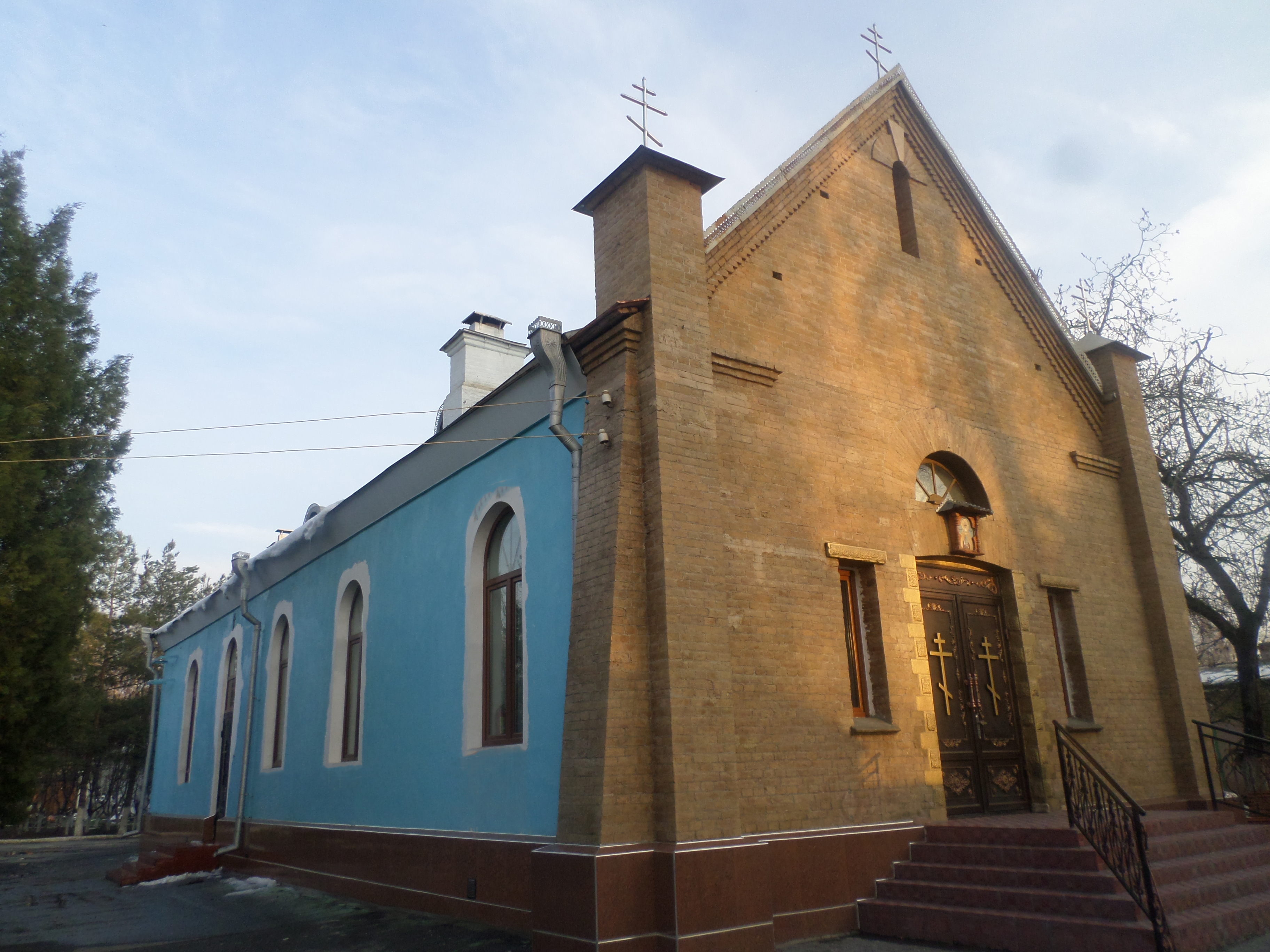
Vue de l'église orthodoxe Saint-Serge, dans un ancien temple luthérien
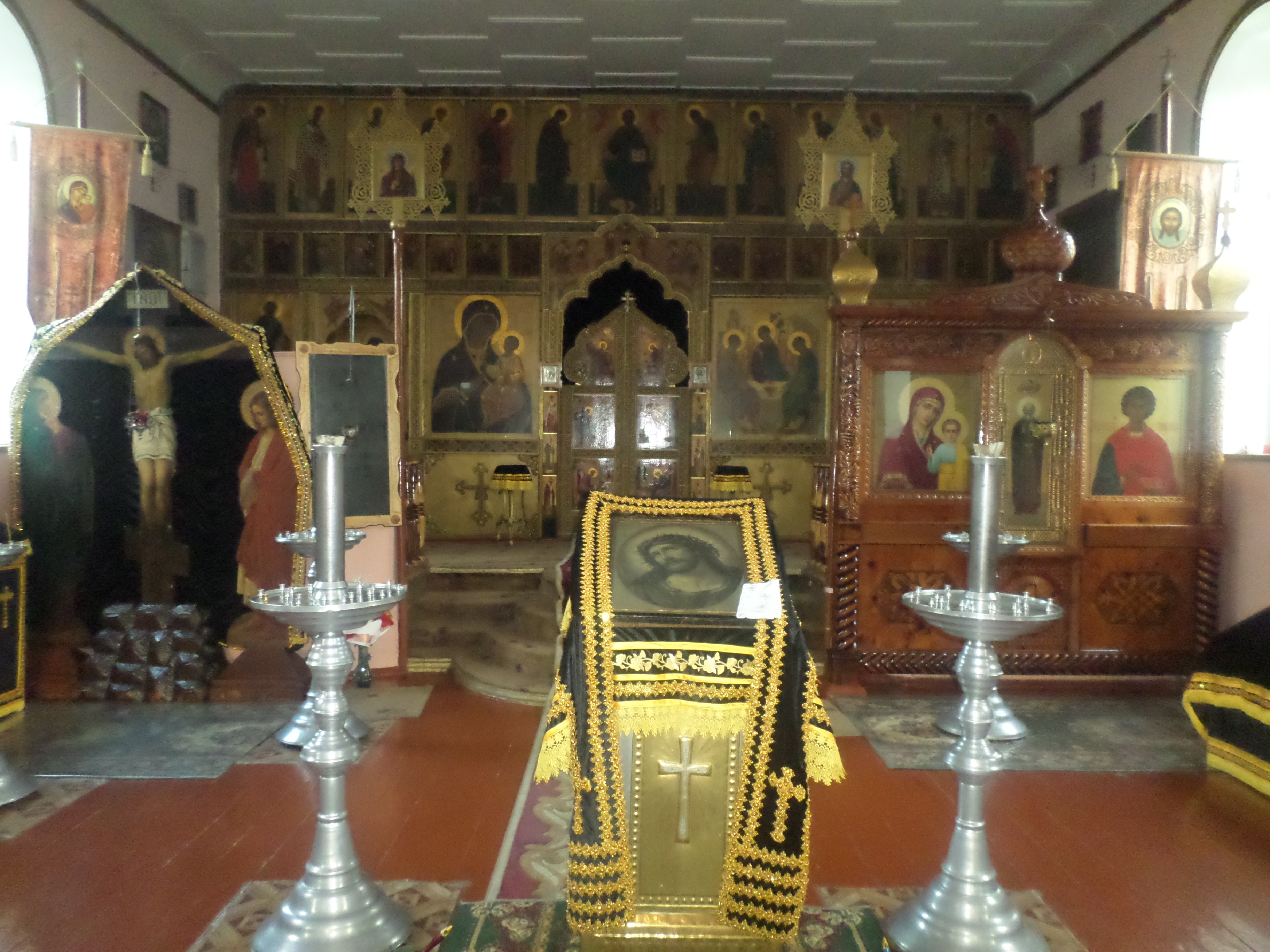
Vue de l'église orthodoxe Saint-Serge, dans un ancien temple luthérien

## Enseignement
- Université d'État de Ferghana
- Institut polytechnique de Ferghana
- Filiale de Ferghana de l'Académie de médecine de Tachkent
- Lycée de langues étrangères (ancienne école No 2 avec un enseignement soutenu en anglais)

## Tourisme
- Musée régional de Ferghana
- Vieille forteresse de Ferghana

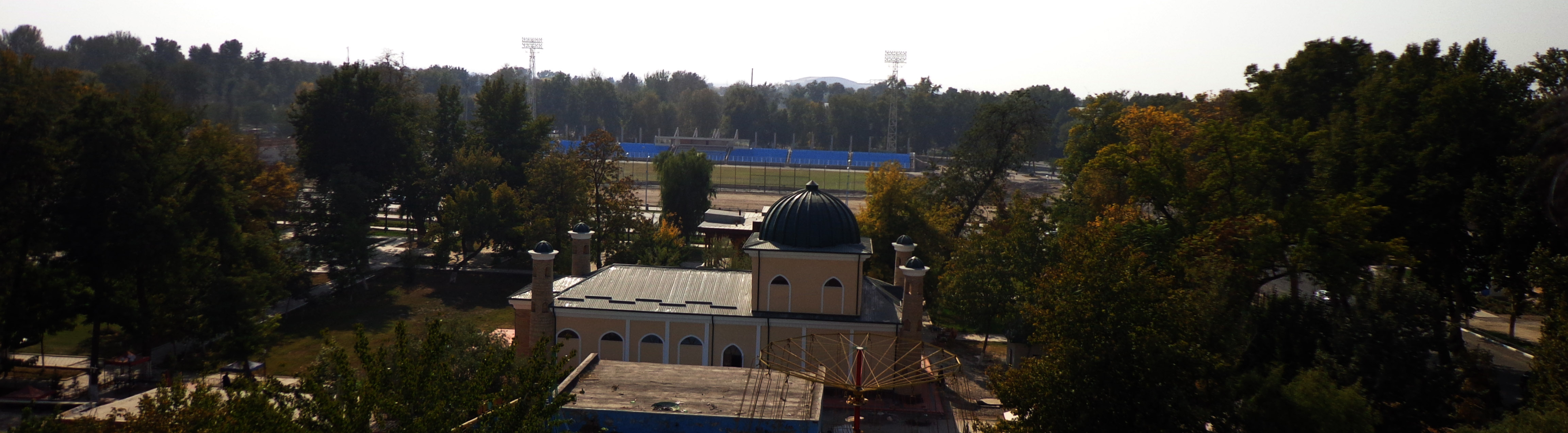
Vue panoramique : une mosquée devant et le stade au fond

- Théâtre régional (situé dans l'ancienne résidence du gouverneur)
- Maison des officiers (anciennement Assemblée militaire)
- Chapelle Saint-Alexandre-Nevski

La ville dispose de quelques hôtels, comme le Ferghana, Doustlik, Ziyorat, Club 777, Asia Ferghana, etc.

## Culture
Le Katta ashula, type musical inscrit sur la liste représentative du patrimoine culturel immatériel de l'humanité, se pratique dans cette ville. 

## Personnalités liées
- Alexandre Nikolaïevitch Volkov (1886-1957), artiste peintre et poète russe de l'avant-garde, né à Ferghana.
- Al-Ferghani (805-880), astronome persan né à Ferghana.
- Alexandre Abdoulov (1953-2008), acteur soviétique né à Tobolsk, mais il a passé sa jeunesse à Ferghana.
- Enver Ismaïlov (1955-), guitariste de jazz né à Ferghana.
- Inomjon Usmonxoʻjayev (1930-2017), ancien présidents du Præsidium du Soviet suprême de la République socialiste soviétique d'Ouzbékistan.
- Irina Tebenikhina (1978-), championne de volley-ball née à Ferghana.
- Timur Kapadze (1981-), footballeur né à Ferghana.
- Tojixon Shodiyeva (1905-1981), activiste et journaliste née à Ferghana.
- Mokhigul Khamdamova (1995-), athlète handisport née à Ferghana.